# ادی ارناندز
ادی ارناندز (اسپانیایی: Eddie Hernández‎؛ زادهٔ ۲۷ فوریهٔ ۱۹۹۱) بازیکن فوتبال اهل هندوراس است.
وی سابقه ۲۰ بازی برای تیم ملی فوتبال هندوراس در کارنامه دارد.